# Liste de mines de fer
Voici une liste de mines de fer, classée en fonction du pays où elles se situent.

## Afrique du Sud
- Mine de Khumani

## Algérie
- Mine de Gara Djebilet
- Mine d'Ouenza

## Allemagne
- Mine Konrad

## Australie
Voir aussi liste de mines de fer en Australie (en)
- mine Area C (en)
- mine 4 de Brockman (en)
- mine Brockman (en)
- Mine de Channar
- Mine de Christmas Creek
- Mine de Cloud Break
- île Cockatoo (Australie-Occidentale) (en)
  - mine de l'île Cockatoo (en)
- mine Eastern Range (en)
  - Goldsworthy (Australie-Occidentale) (en)
- mine Goldsworthy (en)
- Mine de Hope Downs
- Iron Duke
- Iron Knob (Australie-Méridionale) (en)
- Iron Prince
- mine Jimblebar (en)
- île Koolan (en)
  - mine de l'île Koolan (en)
- Koolyanobbing (Australie-Occidentale) (en)
  - mine Koolyanobbing (en)
- Mine de Marandoo
- mine Mesa A (en)
- mine Mesa J (en)
- mont Jackson (Australie-Occidentale) (en)
- mine du mont Tom Price (en)
- Mine du mont Whaleback
- mine Nammuldi (en)
- Newman (Australie)
- mines 18, 23 et 25 d'Orebodies (en)
- Pannawonica
- Paraburdoo (Australie-Occidentale) (en)
  - Mine de Paraburdoo
- Pardoo mine (en)
- Roy Hill (en)
- Shay Gap (Australie-Occidentale) (en)
  - mine Shay Gap (en)
- Tom Price (Australie-Occidentale)
- mine West Angelas (en)
- Wilgie Mia (en)
- mine Wodgina (en)
- mine Yandicoogina (en)
- mine Yandi (en)
- mine Yarrie (en)

## Brésil
- Mine d'Alegria
- Mine de Brucutu
- Mine des Carajás
- Mine de Corumbá
- Mine de Periquito
- Mine de Serra Sul

## Canada
- Mine d'Adams
- Mine de Mont-Wright
- Mines de Schefferville
- Mine de Sherman
- Mines de Wabush

## Chine
- Mine de Sanheming

## République dominicaine
- Mine de Falcondo

## Espagne
- Mines d'Arditurri
- Mine de Cueva del Hierro

## États-Unis
Voir aussi liste de mines de fer aux États-Unis (en)
- musée minier de Cliffs Shaft (en)
- mines Hibernia (en)
- Mine de Hull-Rust-Mahoning
- Iron Mountain (Utah) (en)
- district de Iron Mountain (en)
- mine de Iron Mountain (en)
- mine Jackson (en)
- mine de fer Mountain (en)
- mine Pyne (en)
- mines Sloss (en)
- Soudan Underground Mine State Park (en)
- Wenonah (Alabama) (en)

## France
- Mines de Lorraine, dont :
  - Mine de Neuves-Maisons (Meurthe-et-Moselle)
  - Mine Charles-Ferdinand (Moselle)
- Mines de la Brutz (Ille-et-Vilaine)
- Mine de Flamanville (Manche)
- Mines de Saint-Priest (Ardèche)
- Mines des Pyrénées, dont :
  - Mines de Rancié (Ariège)
  - Mine de Baburet (Pyrénées-Atlantiques)
  - Mines du Canigou, dont les mines de Batère et des Indis (Pyrénées-Orientales)
  - Mine de Puymorens (Pyrénées-Orientales)

## Hong Kong
- Mine de Ma On Shan

## Inde
Voir liste de mines de fer en Inde

## Iran
- Mine de Chadormalu

## Mauritanie
- Mine de F'Derick
- Mine de Tazadit
- Mine de Rouessat

## Pérou
- Mine de Marcona

## Sierra Leone
- Mine de Marampa

## Suède
- Mine de Dannemora
- Mine d'Idkerberget
- Mine de Kiruna
- Mine de Malmberget

## Tchad
- Mines de Tele-Nugar

## Ukraine
- Mines de Dniproroudne